# Lepture tacheté
Rutpela maculata
Espèce
Le ou la lepture tacheté(e), (Rutpela maculata ou Leptura (Rutpela) maculata), aussi appelé strangalia tachetée, est une espèce d'insectes coléoptères de la famille des cérambycidés (longicornes).

## Description

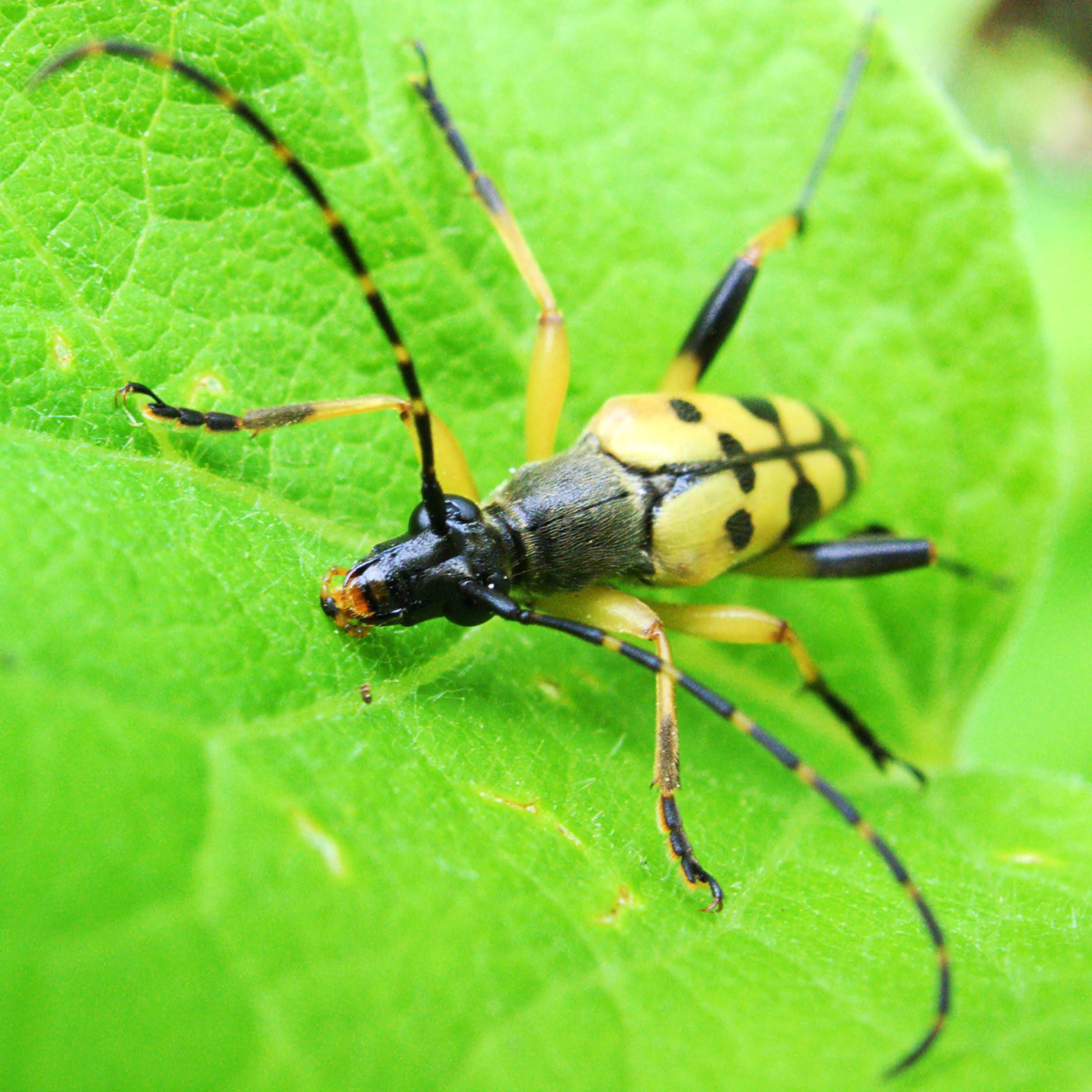

La livrée jaune et noire sur les élytres est assez variable avec des individus plus ou moins marqués de noir. La base des articles de ses antennes annelées est marquée de jaune.
L'insecte ne doit pas être confondu avec Strangalia attenuata (Linnaeus, 1758), plus allongée et parfois plus marquée de noir.

## Biologie
Les adultes sont diurnes et ont une vie brève (deux semaines à un mois) pendant laquelle ils se nourrissent de pollen et de nectar (d'ombellifères surtout) tout en pondant leurs œufs dans des souches ou du bois pourri (principalement de feuillus) qui servira de nourriture aux larves. Le cycle de cette espèce est de deux ans.
Commun de mai à août sur diverses fleurs, de préférence blanches (achillées, berces, etc.), principalement en lisières de forêts. Les larves se développent dans le bois des arbres feuillus et des conifères.

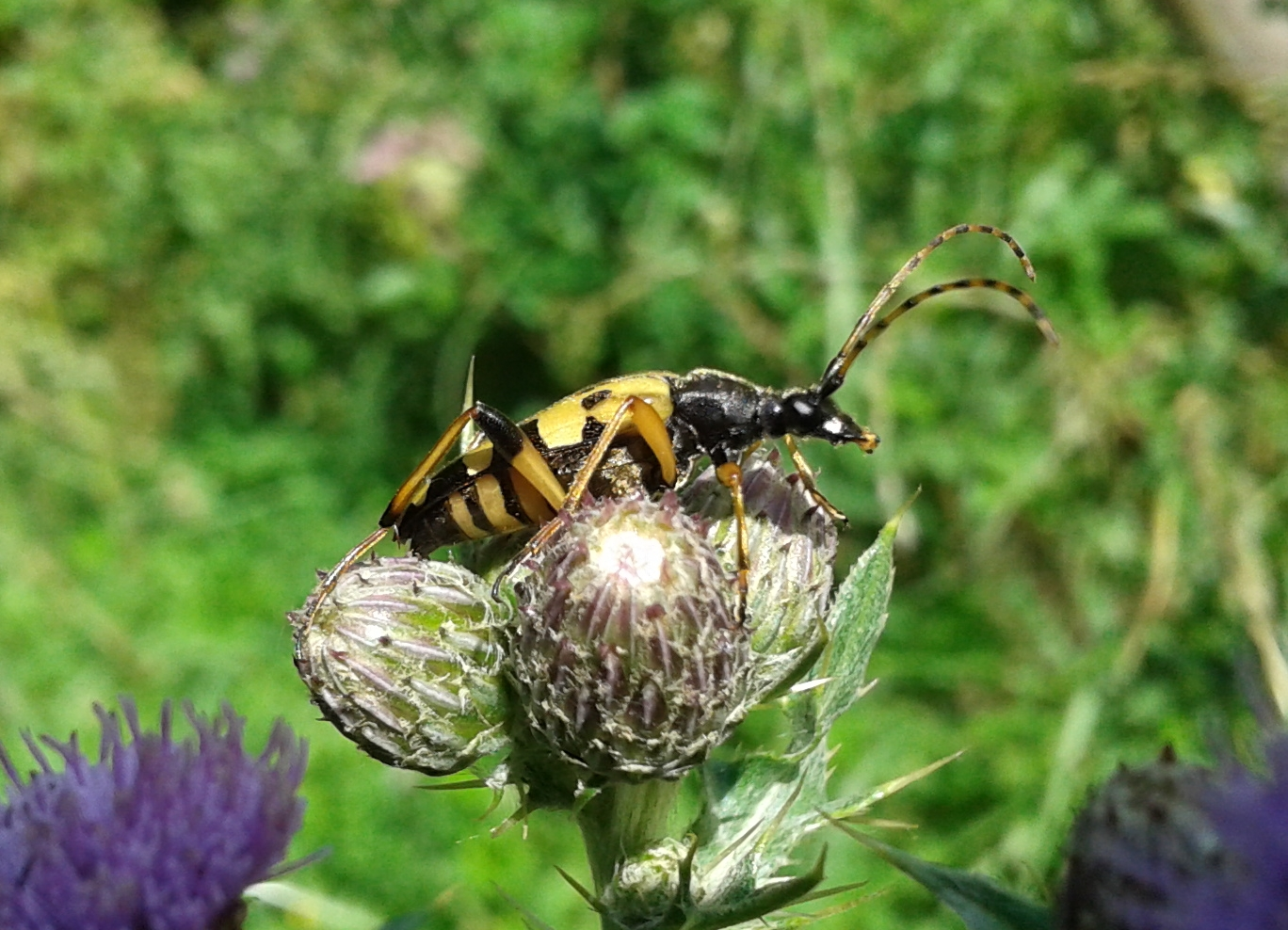
Vue sur son abdomen jaune et noir.